# Nenad Tomović
Nenad Tomović - em sérvio, Ненад Томовић - (Kragujevac, 30 de agosto de 1987) é um futebolista sérvio que atua como zagueiro. Atualmente, joga pelo Chievo. 

## Carreira
Tomovic fez parte do elenco da Seleção Sérvia de Futebol, em Pequim 2008.